# Marian Szabela
Marian Szabela (ur. 18 lutego 1929 w Dąbiu, zm. 6 października 2015) – polski prawnik, sędzia Sądu Okręgowego w Bydgoszczy, adwokat, radca prawny, prezes Sądu Wojewódzkiego w Bydgoszczy (1967–1983), sędzia Sądu Najwyższego (1972–1977), prezes Zrzeszenia Prawników Polskich w Bydgoszczy (1975–1997).

## Życiorys
Urodził się w rodzinie rzemieślniczej. Podczas II wojny światowej, jako trzynastoletni chłopiec, został odłączony od deportowanych rodziców i zmuszony do pracy niewolniczej w majątku ziemskim zarekwirowanym przez Niemców. W 1949 uzyskał świadectwo dojrzałości w LO w Łęczycy, a w 1952 dyplom ukończenia studiów I stopnia na Wydziale Prawa Uniwersytetu Łódzkiego. W 1953 obronił tytuł magistra prawa na Uniwersytecie Warszawskim i został skierowany do pracy na stanowisku asesora sądowego w Sądzie Powiatowym w Bydgoszczy. Pracował kolejno jako: sędzia Sądu Powiatowego w Wyrzysku i Chełmnie, prezes Sądu Powiatowego w Chełmnie i Bydgoszczy oraz sędzia Sądu Wojewódzkiego w Bydgoszczy, gdzie w 1967 roku objął funkcję prezesa.
W latach 1972–1977 był sędzią Sądu Najwyższego (pełnił jednocześnie obowiązki prezesa Sądu Wojewódzkiego w Bydgoszczy). Na początku lat osiemdziesiątych dostrzegał zagrożenia, jakie niosła bezkrytyczna akceptacja propozycji reformy sądownictwa oddających władzę samorządom sędziowskim. Po wprowadzeniu stanu wojennego, 14 grudnia 1981 Wojewódzki Komitet Obrony w Bydgoszczy, złożył wniosek o odwołanie go ze stanowiska prezesa Sądu Wojewódzkiego w Bydgoszczy, który Ministerstwo Sprawiedliwości zrealizowało na początku 1983 roku. W okresie jego prezesury w okręgu bydgoskim, w stanie wojennym nie wydano żadnego wyroku w trybie doraźnym. Stawał w obronie sędziów należących do „Solidarności” (np. sprawa sędziego Macieja Dzierżykraj-Lipowicza).  
Po odwołaniu ze stanowiska prezesa najpierw nadal orzekał w Sądzie Wojewódzkim, później pełnił obowiązki głównego specjalisty w Departamencie Nadzoru Sądowego Ministerstwa Sprawiedliwości, a następnie w Głównej Komisji Badania Zbrodni Hitlerowskich – Instytucie Pamięci Narodowej. Do orzekania w Sądzie Wojewódzkim powrócił w Wydziale Ubezpieczeń Społecznych.  
W 1994 na własną prośbę został odwołany ze stanowiska sędziego, a w 1996 najpierw wpisano go na listę radców prawnych Okręgowej Izby Radców Prawnych w Bydgoszczy, a później wszedł w skład bydgoskiej adwokatury.
Zmarł 6 października 2015. Pochowany na cmentarzu przy ul. Stefana Kardynała Wyszyńskiego w Bydgoszczy.

## Działalność społeczna
Przez wiele lat działał w Okręgowej Komisji Badania Zbrodni Hitlerowskich w Bydgoszczy oraz w Towarzystwie Rozwoju Ziem Zachodnich, gdzie był członkiem Rady Naczelnej. Często publicznie podejmował zagadnienia stosunków polsko-niemieckich. Był zdeklarowanym zwolennikiem polityki zróżnicowania kar w zależności od wagi społecznej szkodliwości czynu. Zajmował się problematyką kary ograniczenia wolności, publikował wyniki swoich badań w tym zakresie w oparciu o orzecznictwo sądów bydgoskich i łódzkich, czemu dawał także wyraz w glosach do orzeczeń Sądu Najwyższego. Był radnym Powiatowej Rady Narodowej w Chełmnie, Wojewódzkiej Rady Narodowej w Bydgoszczy, a w latach 1972–1981 przewodniczącym Wojewódzkiego Komitetu Frontu Jedności Narodu w Bydgoszczy. Przez wiele lat działał w Zrzeszeniu Prawników Polskich i w latach 1975–1997 piastował funkcję prezesa ZPP w Bydgoszczy.

## Odznaczenia i wyróżnienia
Wielokrotnie uhonorowany odznaczeniami państwowymi i resortowymi oraz za zasługi dla województwa bydgoskiego i Bydgoszczy. Odznaczony został Krzyżem Komandorskim Orderu Odrodzenia Polski. W 2006 Naczelna Rada Adwokacka w Warszawie wyróżniła go odznaką „Adwokatura Zasłużonym”. W 2009 Krajowa Rada Sądownictwa uhonorowała go medalem „Zasłużony dla Wymiaru Sprawiedliwości – Bene Merentibus Justitiae”.

## Życie prywatne
W 1955 ożenił się z Józefą Kowalczyk, a dwóch ich synów, Mariusz (1957) i Dariusz (1961) zostało lekarzami. 